# 3-Nitroanilina
3-Nitroanilina, também conhecida como meta-nitroanilina e m-nitroanilina, é uma anilina acrescida de um grupo funcional nitro na posição 3.

## Obtenção
Pode ser produzida laboratorialmente por adição de polissulfeto de sódio a quente sobre m-dinitrobenzeno.
m-dinitrobenzeno + polissulfeto de sódio → 
m-nitroanilina + Na2S2O3 + subprodutos
O polissulfeto de sódio é utilizado porque reduz apenas um dos dois grupos nitro (-NO2) presentes no m-dinitrobenzeno (1,3-dinitrobenzeno), formando um grupo amina (-NH3) na m-nitroanilina, e o tiossulfato de sódio (Na2S2O3).
Outros métodos de redução, como a hidrogenação catalítica e a adição de metal (como por exemplo o estanho ou o ferro) em meio ácido não poderiam ser utilizadas para a obtenção do produto pois reduziria os dois grupos nitro, resultando no diaminobenzeno correspondente, a m-fenilenodiamina (1,3-diaminobenzeno).

## Usos
É usado como um intermediário para acoplamentos diazóicos, pelo Color Index é tratado como "componente 17" e nos corantes "amarelo disperso 5" (disperse yellow 5) e "azul ácido 29" (acid blue 29). A substância é mudada para outras (corantes e m-nitrofenol) durante o processo de tingimento.